# Стрельба на летних Олимпийских играх 1980

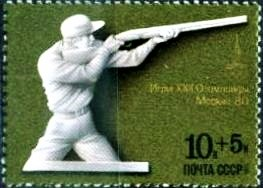
Почтовая марка

Соревнования по стрельбе на летних Олимпийских играх 1980 года проходили с 20 по 26 июля на стрельбище «Динамо» в подмосковных Мытищах.
Было разыграно 7 комплектов наград:
- Произвольный пистолет на 50 м,
- Малокалиберная винтовка из положения лёжа на 50 м,
- Малокалиберная винтовка из 3 положений на 50 м,
- Скорострельный пистолет на 25 м,
- Олимпийский трап,
- Скит,
- Подвижная мишень на 50 м.

Все дисциплины были открытыми, т.е. в них могли соревноваться и мужчины, и женщины. Это была последняя Олимпиада, когда все стрелковые дисциплины были открытыми, на Олимпиаде-1984 в Лос-Анджелесе открытыми останутся только трап и скит, а у женщин появятся 3 отдельные дисциплины.
Никто из олимпийских чемпионов Монреаля-1976 не смог вновь выиграть золото.
Успешнее всего выступили советские спортсмены, завоевавшие 3 золотых, 1 серебряную и 1 бронзовую награду.
Стрелки ГДР выиграли медали в 6 из 7 проводившихся дисциплин (кроме скита), но ни одного золота — лишь 5 серебряных и 1 бронзовая награда. 

## Медалисты

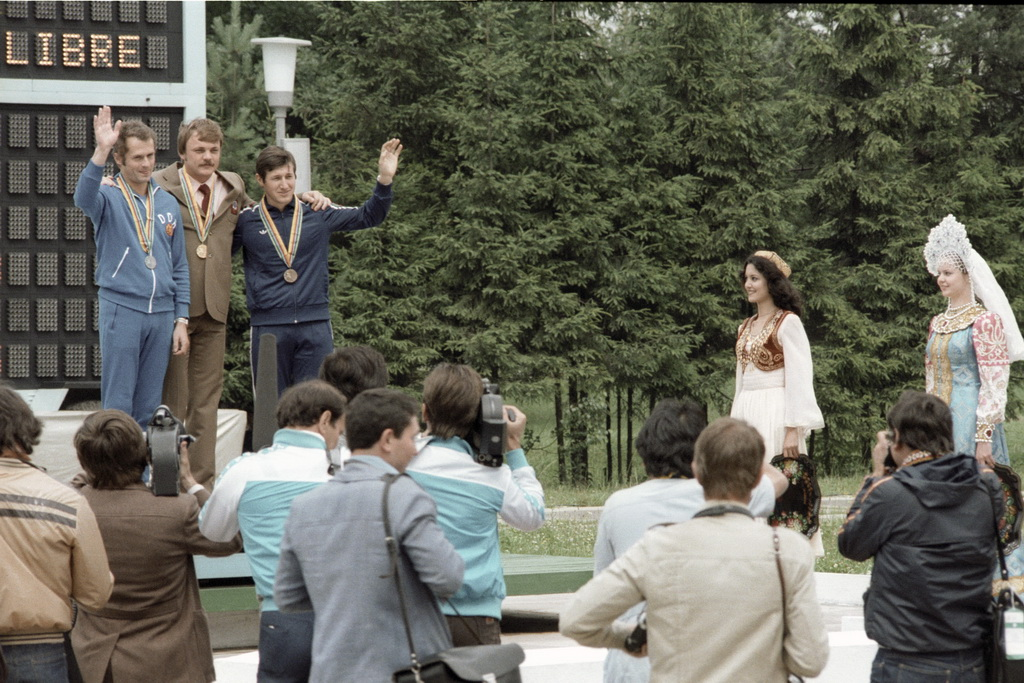
Пьедестал почёта по итогам стрельбы из пистолета на 50 м, слева направо: Харальд Фолльмар, Александр Мелентьев, Любчо Дьяков

| Дисциплина                                        | Золото                      | Серебро                   | Бронза                 |
| Произвольный пистолет на 50 м                     | Александр Мелентьев СССР    | Харальд Фолльмар ГДР      | Любчо Дьяков Болгария  |
| Малокалиберная винтовка из положения лёжа на 50 м | Карой Варга Венгрия         | Хелльфрид Хайльфорт ГДР   | Пётр Запрянов Болгария |
| Малокалиберная винтовка из 3 положений на 50 м    | Виктор Власов СССР          | Бернд Хартштайн ГДР       | Свен Юханссон Швеция   |
| Скорострельный пистолет на 25 м                   | Корнелиу Ион Румыния        | Юрген Вифель ГДР          | Герхард Петрич Австрия |
| Олимпийский трап                                  | Лучано Джованнетти Италия   | Рустам Ямбулатов СССР     | Йорг Дамме ГДР         |
| Скит                                              | Ханс Кьелль Расмуссен Дания | Ларс-Ёран Карлссон Швеция | Роберто Кастрильо Куба |
| Подвижная мишень на 50 м                          | Игорь Соколов СССР          | Томас Пфеффер ГДР         | Александр Газов СССР   |

## Командный зачёт
| Место           | Страна          | Золото | Серебро | Бронза | Всего |
| --------------- | --------------- | ------ | ------- | ------ | ----- |
| 1               | СССР            | 3      | 1       | 1      | 5     |
| 2               | Венгрия         | 1      | 0       | 0      | 1     |
| 2               | Дания           | 1      | 0       | 0      | 1     |
| 2               | Италия          | 1      | 0       | 0      | 1     |
| 2               | Румыния         | 1      | 0       | 0      | 1     |
| 6               | ГДР             | 0      | 5       | 1      | 6     |
| 7               | Швеция          | 0      | 1       | 1      | 2     |
| 8               | Болгария        | 0      | 0       | 2      | 2     |
| 9               | Австрия         | 0      | 0       | 1      | 1     |
| 9               | Куба            | 0      | 0       | 1      | 1     |
| Всего стран: 10 | Всего стран: 10 | 7      | 7       | 7      | 21    |

## Факты
В соревнованиях по трапу 32-е место занял 15-летний перуанский дебютант Франсиско Боса. Впоследствии Боса примет участие ещё в семи Олимпиадах (1984—2004, 2016), что сделает его рекордсменом Южной Америки по количеству участий в Олимпийских играх. Свою единственную награду Боса выиграет в 1984 году в Лос-Анджелесе — серебро в трапе.
Олимпиада в Москве стала второй для стрелка из пистолета Афанасия Кузьмина (6-е место в стрельбе из скорострельного пистолета). Пропустив Олимпиаду-1984 в Лос-Анджелесе, Кузьмин принял участие в 7 подряд Олимпиадах (1988—2012), что сделало его единственным стрелком, участвовавшим в 9 Олимпиадах.